# چم‌برکه
چم‌برکه روستایی از توابع بخش مرکزی شهرستان جم استان بوشهر در جنوب ایران.

## جمعیت
این روستا در دهستان جم قرار دارد و بر اساس سرشماری سال ۱۳۸۵ جمعیت آن ۲۳ نفر بوده‌است.